# Tetraloniella lippiae
Tetraloniella lippiae är en biart som först beskrevs av Cockerell 1904.  Tetraloniella lippiae ingår i släktet Tetraloniella och familjen långtungebin. Inga underarter finns listade i Catalogue of Life.